# Nadine Labaki

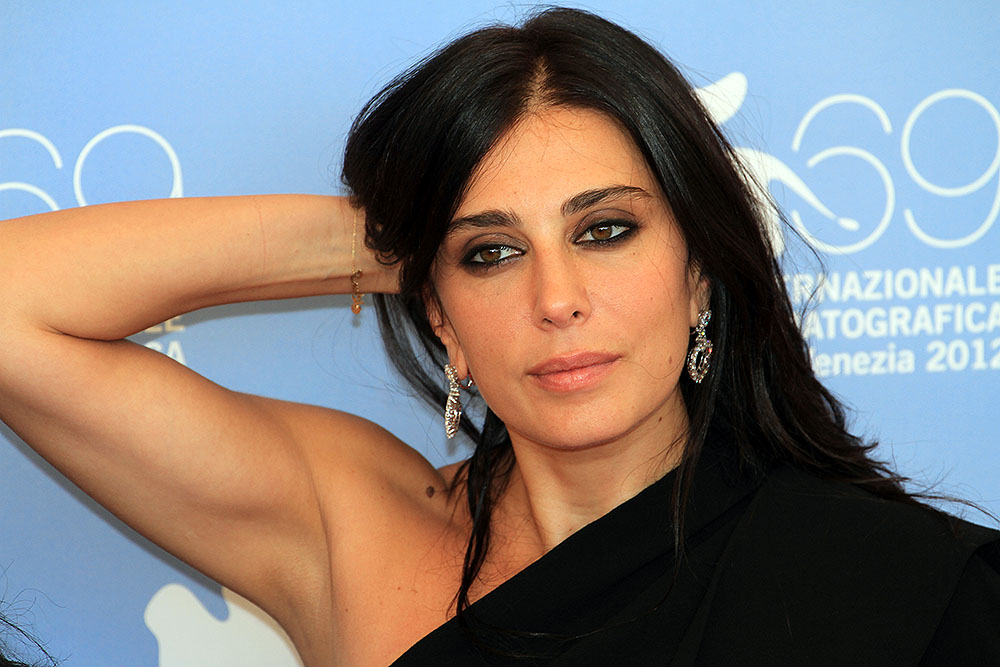
Nadine Labaki (2012).

Nadine Labaki, född  18 februari 1974 i Baabdat i Libanon, är en libanesisk regissör, manusförfattare och skådespelare.

## Biografi
Nadine Labaki tillbringade sina första sjutton år i ett av inbördeskriget krigsdrabbat område i Libanon. Hon började sin karriär 1990 i Studio El Fan, en libanesisk talangshow. Showen visades med start under 1970-talet och fortsatte in i det tidiga 2000-talet. I talangshowen vann Labaki ett pris för skapandet av olika musikvideoproduktioner.
Nadine Labaki tog en examen i audiovisuella studier vid Université Saint-Joseph i Beirut, Libanon. Hennes examensfilm vann Best Short Film Award at the Biennale of Arab Cinema vid Arabiska världsinstitutet i Paris.
Labaki talar flytande arabiska, franska, engelska och italienska. 2007 gifte hon sig med musikern Khaled Mouzanar.

### Karriär
Labaki har skrivit och regisserat de prisbelönta långfilmerna Caramel (2007) och Vad gör vi nu? (2011). Hon har även skådespelat i de båda filmerna. Caramel vann FIPRESCI-priset på Stockholms filmfestival 2007 och Vad gör vi nu? tävlade i Un certain regard-sektionen vid Filmfestivalen i Cannes samt vann den ekumeniska juryns pris. För sin film Kapernaum (2018) vann hon Prix du Jury vid filmfestivalen i Cannes 2018. Hon blev då historisk som första arabiska kvinna att vinna ett stort pris i Cannes. Filmen blev även nominerad till en Oscar för bästa internationella långfilm vid Oscarsgalan 2019, vilket gjorde Labaki till den första arabiska kvinnan att nomineras i kategorin.
Hon har förutom detta bland annat medverkat till sångerskan Nancy Ajrams musikvideo Akhasmak Ah.

## Filmografi i urval
- 2007 – Caramel (regi, manus, skådespelare)
- 2011 – Vad gör vi nu? (regi, manus, produktion, skådespelare)
- 2013 – Ett hus i Marocko (skådespelare)
- 2014 – Mea culpa (skådespelare)
- 2018 – Kapernaum (regi, manus, skådespelare)
- 2021 – Costa Brava, Libanon (skådespelare)
- 2024 – Swimming Home (skådespelare)